# Укриття

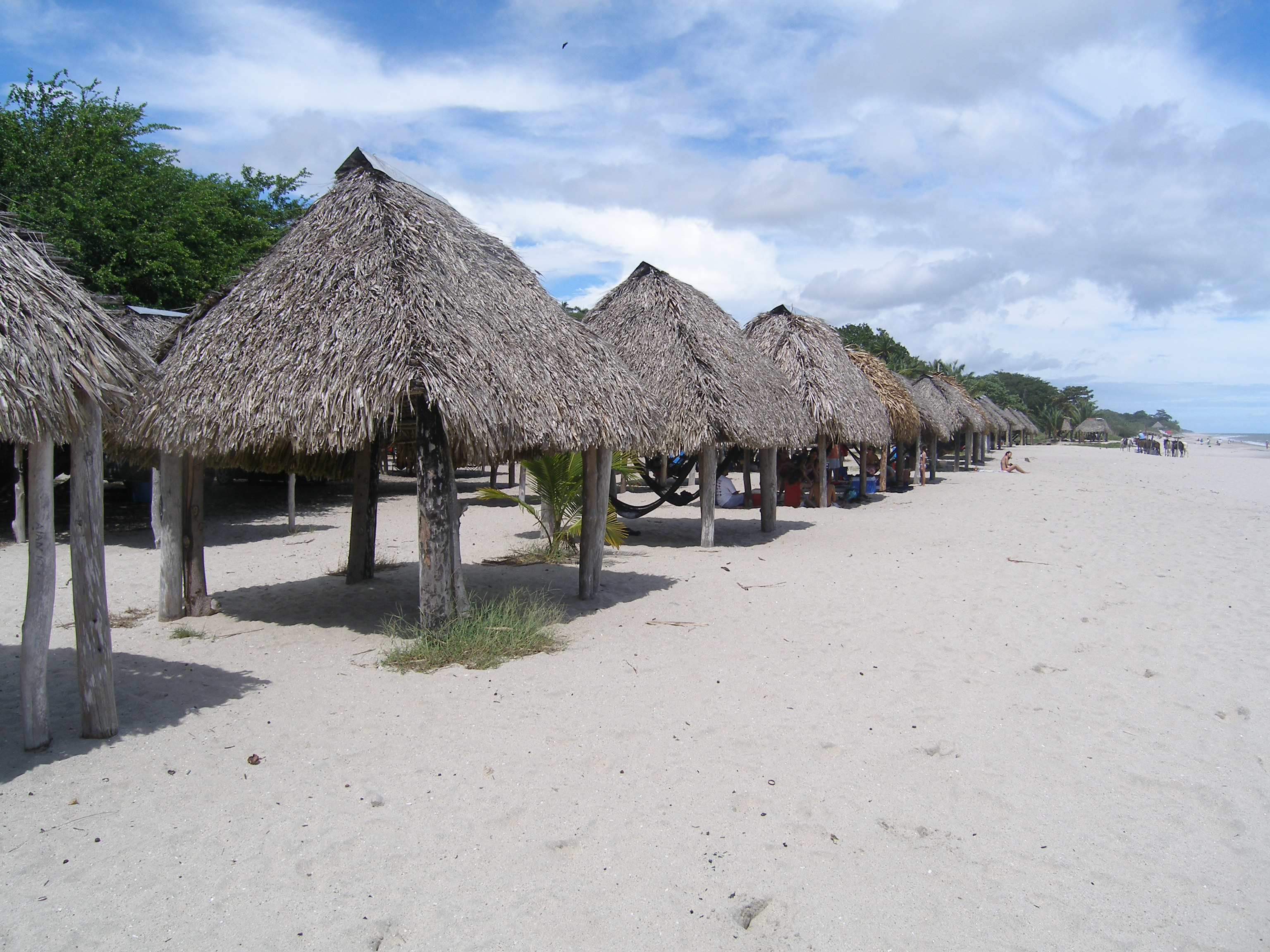
Низка палап

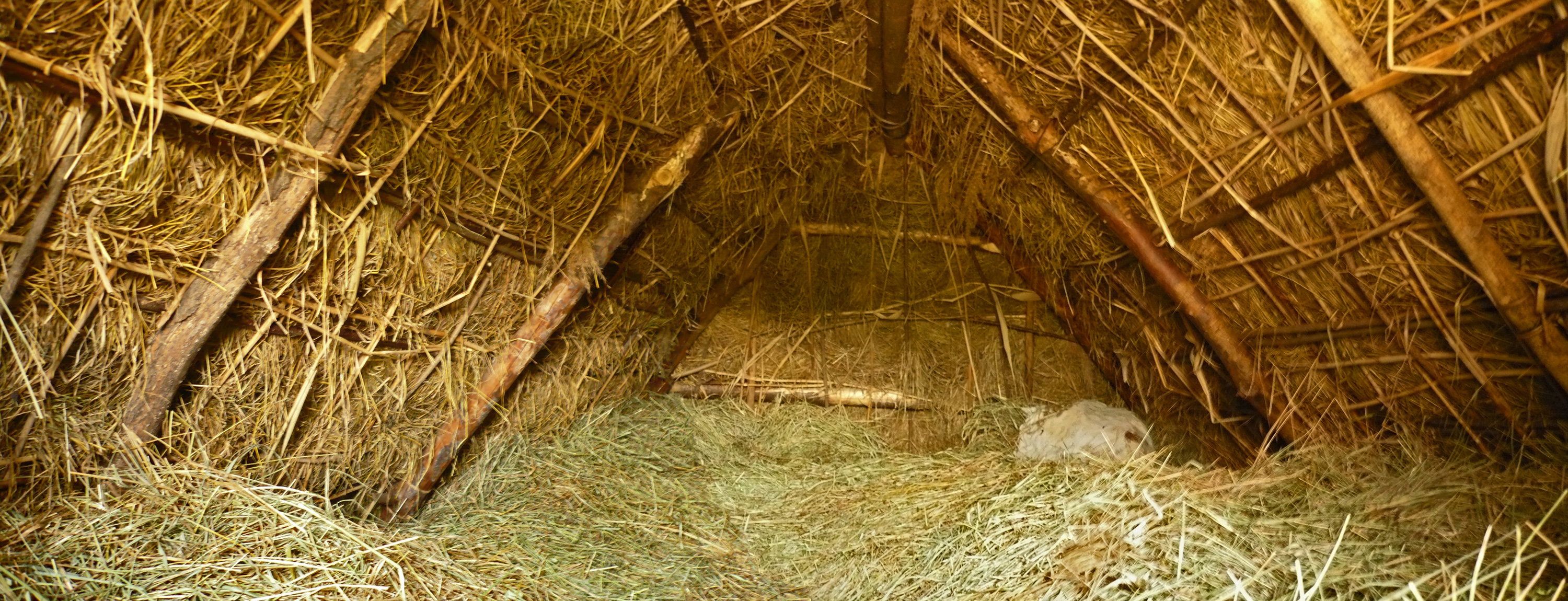
Курінь

Укриття́ (також сховок, схованка, сховище, за́хисток, розм. криївка) — місце, яке служить або може служити захистом, прикриттям.

## Будова
Укриття — легка тимчасова будова, призначена для захисту від несприятливих погодних умов.
- Вігвам
- Землянка
- Іглу
- Курінь
- Накриття
- Намет
- Палапа
- Снігова печера
- Чум

## Фортифікація

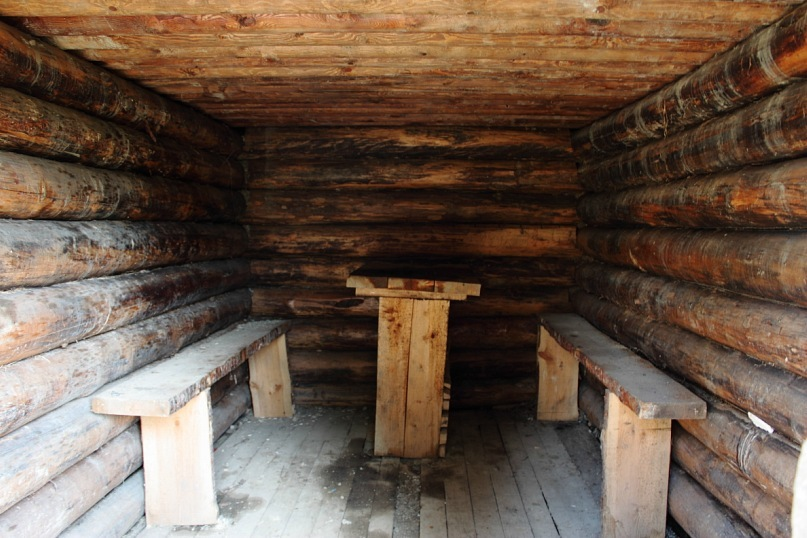
Бліндаж

Укриття — спеціальна споруда, окоп, зроблені для захисту людей, техніки від бомб, снарядів тощо
- Бліндаж
- Бомбосховище
- Відкрита щілина
- Криївка
- Окоп
- Перекрита щілина
- Сховище цивільної оборони
- Траншея

## Інше
Укриття — захист рослин від несприятливих зовнішніх умов, зроблений з різноманітних матеріалів (гілля, листя, поліетиленової плівки, тканини).